# Jiří Pietsch
Jiří Pietsch (22. dubna 1941 – 9. prosince 2013 Praha) byl československý basketbalista, mistr Československa 1960.
V československé basketbalové lize odehrál celkem 3 sezóny. Hrál za tým Spartak Sokolovo / Sparta Praha, s nímž získal zlatou medaili za titul mistra Československa 1960. V sezónách 1965/66 a 1972/73 hrál za klub Tatran Praha a skončil dvakrát na 12. místě.   
Od roku 1990 spolupracoval s Luborem Blažkem, trenérem ženské reprezentace, v klubu Sparta Praha, jako asistent trenéra ligového družstva žen. Od roku 1994 byl jednatelem klubu BLC Sparta Praha. V roce 1997 začal své mnohaleté působení na Folimance, kde spolehlivě zastával pozici vedoucího ligového družstva žen USK Praha až do konce basketbalové sezony 2012/2013.

## Hráčská kariéra

### Kluby
- 1959-1960 Spartak Sokolovo: 1. místo (1960)
- 1965-1966, 1972-1973 Tatran Praha: 2x 12. místo (1966, 1973)
- Československá basketbalová liga celkem 3 sezóny a 1x mistr Československa (1960)